# Rhampsinitus suzukii
Rhampsinitus suzukii is een hooiwagen uit de familie echte hooiwagens (Phalangiidae).